# إيفا سوبودا
إيفا نيكولا سوبودا (من مواليد 26 يوليو 1997) عداءة بولندية تتنافس في السباقات القصيرة. وهي تحمل الرقم القياسي العالمي للناشئين وهو 7.07 ثانية في سباق 60 متر. كانت نهائيات 100 متر في بطولة العالم للشباب في ألعاب القوى ، وبطولة العالم للشباب في ألعاب القوى وأولمبياد الشباب الصيفي. كانت صاحبة نهائيات 60 متر في أول ظهور لها في بطولة أوروبا لألعاب القوى الأوروبية 2015.

## روابط خارجية
- إيفا سوبودا على موقع الاتحاد الدولي لألعاب القوى (الإنجليزية)
- إيفا سوبودا على موقع الاتحاد الأوروبي لألعاب القوى (الإنجليزية)
- إيفا سوبودا على موقع الرابطة البولندية لألعاب القوى (البولندية)
- إيفا سوبودا على موقع الدوري الماسي (الإنجليزية)
- إيفا سوبودا على موقع اللجنة الأولمبية الدولية (الإنجليزية)
- إيفا سوبودا على موقع أوليمبيديا (الإنجليزية)
- إيفا سوبودا على موقع اللجنة الأولمبية البولندية (مؤرشف) (البولندية)